# Santo Pietro
Santo Pietro is een plaats (frazione) in de Italiaanse gemeente Caltagirone.